# Benjamín Hill
Benjamín Hill – miasto w środkowej części meksykańskiego stanu Sonora, siedziba władz gminy Benjamín Hill. Miejscowość jest położona na górach, na wysokości 715 m n.p.m. Benjamín Hill leży około 130 km na północ od stolicy stanu Hermosillo. W 2010 roku ludność miejscowości liczyła 5059 mieszkańców.
Miejscowość została założona w 1952 roku w miejscu powstałej w 1939 roku stacji kolejowej
.